# Pitcairnia chiapensis
Pitcairnia chiapensis là một loài thực vật có hoa trong họ Bromeliaceae. Loài này được Miranda miêu tả khoa học đầu tiên năm 1953.